# Теофілакт (митрополит Київський)
Теофілакт (за сучасним українським правописом), або Феофілакт (грец. Θεοφύλακτος, ст.-сл. Ѳеофѷла́ктъ) — Митрополит Київський (988 – 1018). 
Перший із відомих нам за візантійськими джерелами київський митрополит. Переведений на митрополію Русі із Севастії (нині м. Сівас, Туреччина) за часів правління візантійського імператора Василія II (985—1025), можливо у зв'язку з укладенням шлюбу між Володимиром Святославичем та сестрою імператора Анною одночасно з офіційним хрещенням київського князя. Історики висунули припущення, що цього Теофілакта можливо ототожнити з анонімним севастійським митрополитом, який, за повідомленням вірменської хроніки Степана Таронеці (Асохіка), під час громадянської війни в імперії був змушений полишити свою кафедру. Вважається, що Теофілакт залишався митрополитом до кінця правління Володимира Святославича.